# Scandosorbus intermedia
Pour les articles homonymes, voir Alisier.
Alisier de Suède, Sorbier de Scandinavie
Espèce
Classification phylogénétique
Le nom scientifique de cette espèce, à l'origine Sorbus intermedia est devenu Scandosorbus intermedia depuis 2018, ses noms vernaculaires sont l'Alisier de Suède, le Sorbier intermédiaire ou le Sorbier de Scandinavie, c'est une espèce de plantes à fleurs appartenant au genre des Scandosorbus, de la famille des Rosaceae et de la sous-famille des Maloideae.

## Description

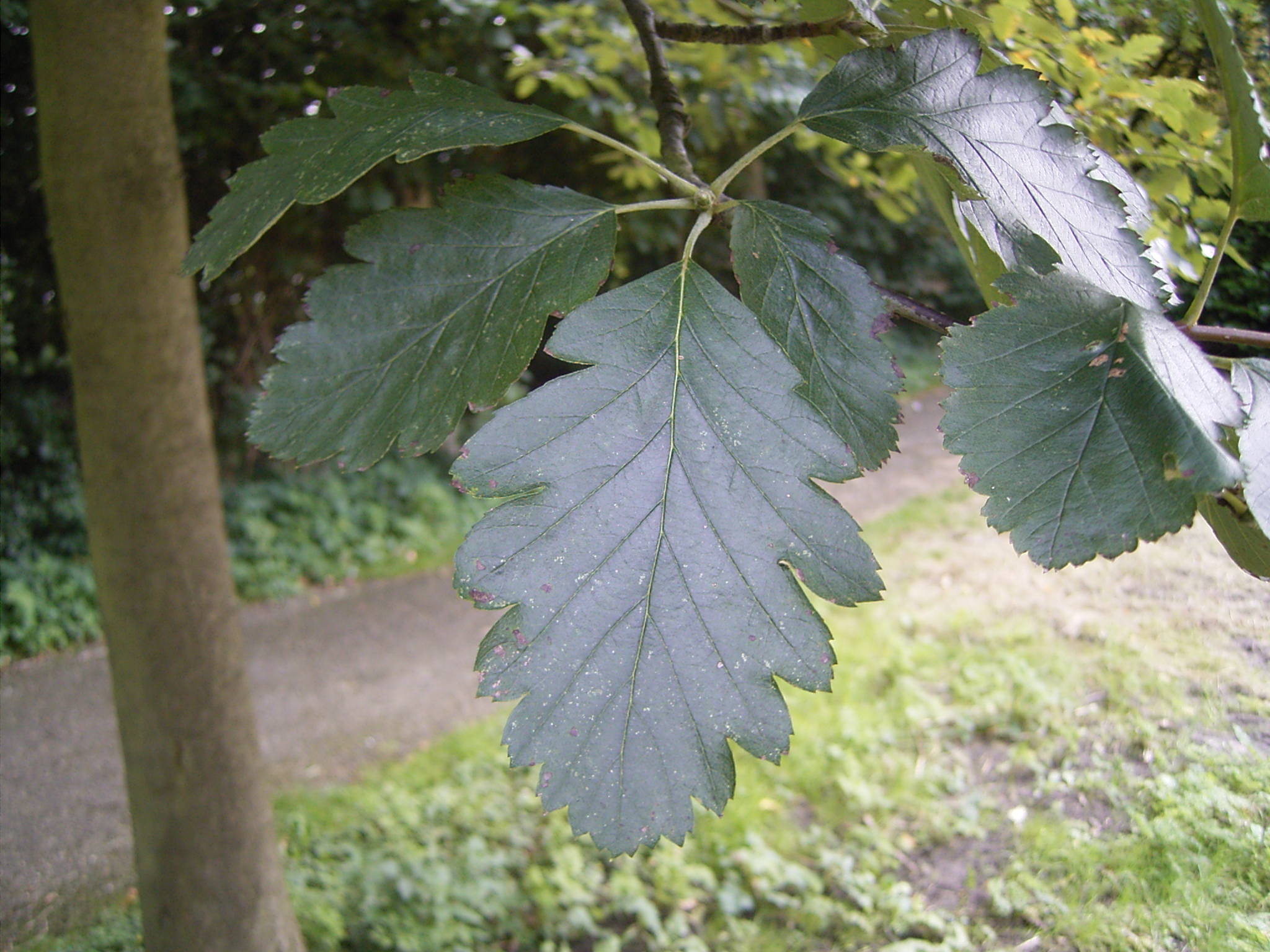
Feuilles.

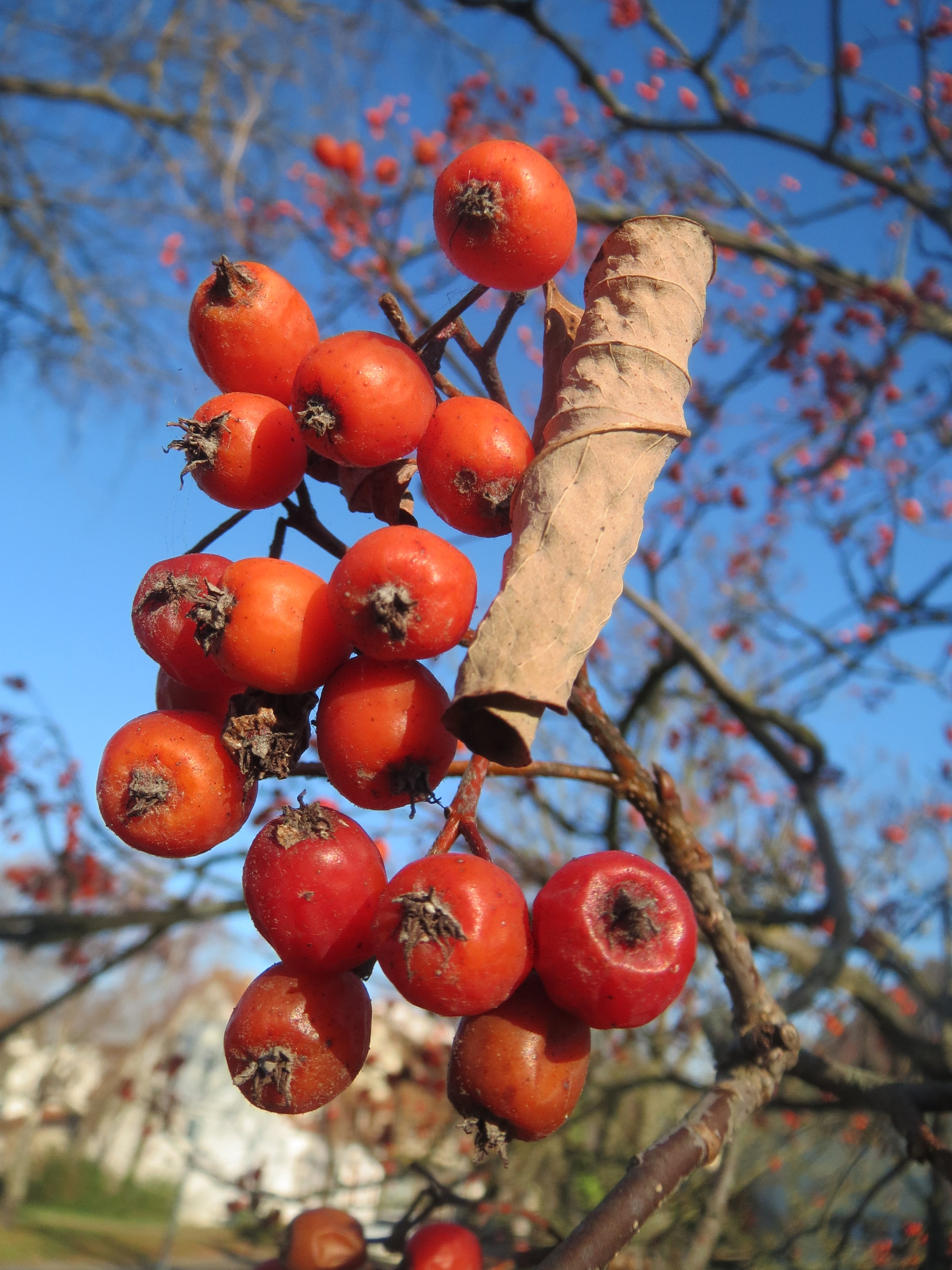
Fruits.

C'est un arbre originaire du Nord de l'Europe (Sud de la Suède, Estonie, Lettonie) pouvant mesurer jusqu'à 15 m de haut. D'abord conique, son port s'arrondit avec le temps.
Ses feuilles caduques sont vert foncé sur le dessus et couvertes d'un feutre blanc dessous, leurs bords comportent 5 ou 7 lobes dentés.
Ses fleurs blanches sont disposées en corymbes, elles ont de nombreuses étamines. Elles apparaissent en mai.
Ses fruits rouges de 15 mm de diamètre sont comestibles à pleine maturité (après les premiers gels). Ils sont riches en vitamine C, acide malique et acide citrique.

## Utilisations
Au XVIIIe siècle, en Suède, ses fruits étaient séchés et incorporés au pain.
Il est planté comme arbre d'ornement dans les parcs et les jardins dans une grande partie de l'Europe, et souvent utilisé comme arbre d'alignement dans les rues. Il ne faut pas le confondre avec son cousin l'alisier blanc qui est également fréquemment utilisé (les feuilles de l'alisier blanc sont peu ou pas lobées), ni avec l'alisier de Fontainebleau qui est lui aussi de plus en plus planté (les feuilles de l'alisier de Fontainebleau sont moins blanches en dessous, avec des lobes plus pointus à la base, moins arrondis, et des nervures plus serrées, ses fruits sont brun-rouge terne).
La municipalité de Lyon a planté cette espèce dans des zones végétalisées de la place Bellecour. Cette espèce présente des avantages pour cet usage : un ombrage important, une floraison blanche attirant les insectes, et des baies rouges nourrissant les oiseaux à l'automne.